# Wereldbeker langlaufen 2022/2023
De wereldbeker langlaufen 2022/2023 ging van start op 25 november 2022 in het Finse Kuusamo en eindigde op 26 maart 2022 in het Finse Lahti. De hoogtepunten van het seizoen waren de Tour de Ski en de wereldkampioenschappen langlaufen 2023, de resultaten van dit laatste evenement telden echter niet mee voor de wereldbeker.
De langlaufer die aan het einde van het seizoen de meeste punten heeft verzameld, wint de algemene wereldbeker. De Noor Johannes Høsflot Klæbo en de Noorse Tiril Udnes Weng wonnen dit seizoen de algemene wereldbeker.

## Mannen

### Kalender
| Datum                                                                             | Plaats                      | Onderdeel                             | Eerste                                                                         | Tweede                                                            | Derde                                                                              |
| --------------------------------------------------------------------------------- | --------------------------- | ------------------------------------- | ------------------------------------------------------------------------------ | ----------------------------------------------------------------- | ---------------------------------------------------------------------------------- |
| 25/11/2022                                                                        | Kuusamo                     | Sprint (klassieke stijl)              | Johannes Høsflot Klæbo                                                         | Even Northug                                                      | Pål Golberg                                                                        |
| 26/11/2022                                                                        | Kuusamo                     | 10 km klassieke stijl                 | Johannes Høsflot Klæbo                                                         | Pål Golberg                                                       | Martin Løwstrøm Nyenget                                                            |
| 27/11/2022                                                                        | Kuusamo                     | 20 km vrije stijl (handicapstart)     | Johannes Høsflot Klæbo                                                         | Pål Golberg                                                       | Federico Pellegrino                                                                |
| 02/12/2022                                                                        | Lillehammer                 | 10 km vrije stijl                     | Iver Tildheim Andersen                                                         | Didrik Tønseth                                                    | Hans Christer Holund                                                               |
| 03/12/2022                                                                        | Lillehammer                 | Sprint (vrije stijl)                  | Johannes Høsflot Klæbo                                                         | Federico Pellegrino                                               | Even Northug                                                                       |
| 04/12/2022                                                                        | Lillehammer                 | 20 km klassieke stijl (massastart)    | Pål Golberg                                                                    | Sjur Røthe                                                        | Martin Løwstrøm Nyenget                                                            |
| 09/12/2022                                                                        | Beitostølen                 | Sprint (klassieke stijl)              | Richard Jouve                                                                  | Simone Mocellini                                                  | Calle Halfvarsson                                                                  |
| 10/12/2022                                                                        | Beitostølen                 | 10 km klassieke stijl                 | Pål Golberg                                                                    | Didrik Tønseth                                                    | Andrew Musgrave                                                                    |
| 17/12/2022                                                                        | Davos                       | Sprint (vrije stijl)                  | Federico Pellegrino                                                            | Johannes Høsflot Klæbo                                            | Lucas Chanavat                                                                     |
| 18/12/2022                                                                        | Davos                       | 20 km vrije stijl                     | Simen Hegstad Krüger                                                           | Hans Christer Holund                                              | Sjur Røthe                                                                         |
| Tour de Ski 2022/2023                                                             |                             |                                       |                                                                                |                                                                   |                                                                                    |
| 31/12/2022                                                                        | Val Müstair                 | Sprint (vrije stijl)                  | Johannes Høsflot Klæbo                                                         | Federico Pellegrino                                               | Sindre Bjørnestad Skar                                                             |
| 01/01/2023                                                                        | Val Müstair                 | 10 km klassieke stijl (handicapstart) | Johannes Høsflot Klæbo                                                         | Pål Golberg                                                       | Federico Pellegrino                                                                |
| 03/01/2023                                                                        | Oberstdorf                  | 10 km klassieke stijl                 | Johannes Høsflot Klæbo                                                         | Simen Hegstad Krüger                                              | Didrik Tønseth                                                                     |
| 04/01/2023                                                                        | Oberstdorf                  | 20 km vrije stijl (handicapstart)     | Johannes Høsflot Klæbo                                                         | Sindre Bjørnestad Skar                                            | Federico Pellegrino                                                                |
| 06/01/2023                                                                        | Val di Fiemme               | Sprint (klassieke stijl)              | Johannes Høsflot Klæbo                                                         | Calle Halfvarsson                                                 | Simone Mocellini                                                                   |
| 07/01/2023                                                                        | Val di Fiemme               | 15 km klassieke stijl (massastart)    | Johannes Høsflot Klæbo                                                         | Pål Golberg                                                       | Francesco De Fabiani                                                               |
| 08/01/2023                                                                        | Val di Fiemme               | 10 km vrije stijl (massastart)        | Simen Hegstad Krüger                                                           | Hans Christer Holund                                              | Jules Lapierre                                                                     |
| Eindklassement Tour de Ski:                                                       | Eindklassement Tour de Ski: | Eindklassement Tour de Ski:           | Johannes Høsflot Klæbo                                                         | Simen Hegstad Krüger                                              | Hans Christer Holund                                                               |
| 22/01/2023                                                                        | Livigno                     | Sprint (vrije stijl)                  | Johannes Høsflot Klæbo                                                         | Richard Jouve                                                     | Janik Riebli                                                                       |
| 23/01/2023                                                                        | Livigno                     | Teamsprint (vrije stijl)              | Frankrijk I Renaud Jay Richard Jouve                                           | Italië I Francesco De Fabiani Federico Pellegrino                 | Zwitserland I Janik Riebli Valerio Grond                                           |
| 27/01/2023                                                                        | Les Rousses                 | 10 km vrije stijl                     | Harald Østberg Amundsen                                                        | William Poromaa                                                   | Pål Golberg                                                                        |
| 28/01/2023                                                                        | Les Rousses                 | Sprint (klassieke stijl)              | Richard Jouve                                                                  | Johannes Høsflot Klæbo                                            | Pål Golberg                                                                        |
| 29/01/2023                                                                        | Les Rousses                 | 20 km klassieke stijl (massastart)    | Johannes Høsflot Klæbo                                                         | Iivo Niskanen                                                     | William Poromaa                                                                    |
| 03/02/2023                                                                        | Toblach                     | Sprint (vrije stijl)                  | Johannes Høsflot Klæbo                                                         | Håvard Solås Taugbøl                                              | Federico Pellegrino                                                                |
| 04/02/2023                                                                        | Toblach                     | 10 km vrije stijl                     | Pål Golberg                                                                    | Simen Hegstad Krüger                                              | Johannes Høsflot Klæbo                                                             |
| 05/02/2023                                                                        | Toblach                     | 4×7,5 km estafette                    | Italië I Dietmar Nöckler Francesco De Fabiani Simone Dapra Federico Pellegrino | Zweden I Eric Rosjö Calle Halfvarsson Johan Häggström Edvin Anger | Noorwegen I Sjur Røthe Didrik Tønseth Simen Hegstad Krüger Harald Østberg Amundsen |
| 22 februari tot en met 5 maart: Wereldkampioenschappen langlaufen 2023 in Planica |                             |                                       |                                                                                |                                                                   |                                                                                    |
| 11/03/2023                                                                        | Oslo                        | 50 km vrije stijl (massastart)        | Simen Hegstad Krüger                                                           | Hans Christer Holund                                              | Martin Løwstrøm Nyenget                                                            |
| 14/03/2023                                                                        | Drammen                     | Sprint (klassieke stijl)              | Johannes Høsflot Klæbo                                                         | Erik Valnes                                                       | Richard Jouve                                                                      |
| 17/03/2023                                                                        | Falun                       | 10 km klassieke stijl                 | Johannes Høsflot Klæbo                                                         | Martin Løwstrøm Nyenget                                           | Harald Østberg Amundsen                                                            |
| 18/03/2023                                                                        | Falun                       | Sprint (vrije stijl)                  | Johannes Høsflot Klæbo                                                         | Erik Valnes                                                       | Federico Pellegrino                                                                |
| 21/03/2023                                                                        | Tallinn                     | Sprint (vrije stijl)                  | Johannes Høsflot Klæbo                                                         | Lucas Chanavat                                                    | Even Northug                                                                       |
| 24/03/2023                                                                        | Lahti                       | Teamsprint (vrije stijl)              | Noorwegen I Erik Valnes Johannes Høsflot Klæbo                                 | Italië I Francesco De Fabiani Federico Pellegrino                 | Noorwegen II Harald Østberg Amundsen Sindre Bjørnestad Skar                        |
| 25/03/2023                                                                        | Lahti                       | Sprint (klassieke stijl)              | Johannes Høsflot Klæbo                                                         | Calle Halfvarsson                                                 | Erik Valnes                                                                        |
| 26/03/2023                                                                        | Lahti                       | 20 km klassieke stijl (massastart)    | Johannes Høsflot Klæbo                                                         | Pål Golberg                                                       | William Poromaa                                                                    |

### Eindstanden
| Algemene wereldbeker | Algemene wereldbeker   | Algemene wereldbeker | Algemene wereldbeker |
| #                    | Naam                   | Land                 | Punten               |
| -------------------- | ---------------------- | -------------------- | -------------------- |
| 1                    | Johannes Høsflot Klæbo | NOR                  | 2715                 |
| 2                    | Pål Golberg            | NOR                  | 2243                 |
| 3                    | Federico Pellegrino    | ITA                  | 1635                 |
| 4                    | Simen Hegstad Krüger   | NOR                  | 1281                 |
| 5                    | Didrik Tønseth         | NOR                  | 1269                 |
| 6                    | Hans Christer Holund   | NOR                  | 1218                 |
| 7                    | Calle Halfvarsson      | SWE                  | 1133                 |
| 8                    | Ben Ogden              | USA                  | 1118                 |
| 9                    | Michal Novák           | CZE                  | 1002                 |
| 10                   | Erik Valnes            | NOR                  | 967                  |

| Afstandswereldbeker | Afstandswereldbeker     | Afstandswereldbeker | Afstandswereldbeker |
| #                   | Naam                    | Land                | Punten              |
| ------------------- | ----------------------- | ------------------- | ------------------- |
| 1                   | Pål Golberg             | NOR                 | 1258                |
| 2                   | Johannes Høsflot Klæbo  | NOR                 | 1154                |
| 3                   | Didrik Tønseth          | NOR                 | 1065                |
| 4                   | Simen Hegstad Krüger    | NOR                 | 971                 |
| 5                   | Hans Christer Holund    | NOR                 | 948                 |
| 6                   | Martin Løwstrøm Nyenget | NOR                 | 838                 |
| 7                   | William Poromaa         | SWE                 | 794                 |
| 8                   | Andrew Musgrave         | GBR                 | 745                 |
| 9                   | Sjur Røthe              | NOR                 | 613                 |
| 10                  | Harald Østberg Amundsen | NOR                 | 591                 |

| Sprintwereldbeker | Sprintwereldbeker      | Sprintwereldbeker | Sprintwereldbeker |
| #                 | Naam                   | Land              | Punten            |
| ----------------- | ---------------------- | ----------------- | ----------------- |
| 1                 | Johannes Høsflot Klæbo | NOR               | 1261              |
| 2                 | Lucas Chanavat         | FRA               | 907               |
| 3                 | Even Northug           | NOR               | 843               |
| 4                 | Federico Pellegrino    | ITA               | 815               |
| 5                 | Edvin Anger            | SWE               | 779               |
| 6                 | Richard Jouve          | FRA               | 767               |
| 7                 | Pål Golberg            | NOR               | 745               |
| 8                 | Erik Valnes            | NOR               | 721               |
| 9                 | Renaud Jay             | FRA               | 634               |
| 10                | Ben Ogden              | USA               | 633               |

## Vrouwen

### Kalender
| Datum                                                                             | Plaats                      | Onderdeel                             | Eerste                                                                              | Tweede                                                     | Derde                                                                      |
| --------------------------------------------------------------------------------- | --------------------------- | ------------------------------------- | ----------------------------------------------------------------------------------- | ---------------------------------------------------------- | -------------------------------------------------------------------------- |
| 25/11/2022                                                                        | Kuusamo                     | Sprint (klassieke stijl)              | Emma Ribom                                                                          | Johanna Hagström                                           | Tiril Udnes Weng                                                           |
| 26/11/2022                                                                        | Kuusamo                     | 10 km klassieke stijl                 | Ebba Andersson                                                                      | Frida Karlsson                                             | Katharina Hennig                                                           |
| 27/11/2022                                                                        | Kuusamo                     | 20 km vrije stijl (handicapstart)     | Frida Karlsson                                                                      | Ebba Andersson                                             | Tiril Udnes Weng                                                           |
| 02/12/2022                                                                        | Lillehammer                 | 10 km vrije stijl                     | Jessica Diggins                                                                     | Katharina Hennig                                           | Heidi Weng                                                                 |
| 03/12/2022                                                                        | Lillehammer                 | Sprint (vrije stijl)                  | Emma Ribom                                                                          | Maja Dahlqvist                                             | Tiril Udnes Weng                                                           |
| 04/12/2022                                                                        | Lillehammer                 | 20 km klassieke stijl (massastart)    | Frida Karlsson                                                                      | Tiril Udnes Weng                                           | Ebba Andersson                                                             |
| 09/12/2022                                                                        | Beitostølen                 | Sprint (klassieke stijl)              | Nadine Fähndrich                                                                    | Lotta Udnes Weng                                           | Johanna Matintalo                                                          |
| 10/12/2022                                                                        | Beitostølen                 | 10 km klassieke stijl                 | Kerttu Niskanen                                                                     | Anne Kjersti Kalvå                                         | Frida Karlsson                                                             |
| 17/12/2022                                                                        | Davos                       | Sprint (vrije stijl)                  | Nadine Fähndrich                                                                    | Jessica Diggins                                            | Johanna Hagström                                                           |
| 18/12/2022                                                                        | Davos                       | 20 km vrije stijl                     | Jessica Diggins                                                                     | Ingvild Flugstad Østberg                                   | Rosie Brennan                                                              |
| Tour de Ski 2022/2023                                                             |                             |                                       |                                                                                     |                                                            |                                                                            |
| 31/12/2022                                                                        | Val Müstair                 | Sprint (vrije stijl)                  | Nadine Fähndrich                                                                    | Maja Dahlqvist                                             | Lotta Udnes Weng                                                           |
| 01/01/2023                                                                        | Val Müstair                 | 10 km klassieke stijl (handicapstart) | Tiril Udnes Weng                                                                    | Kerttu Niskanen                                            | Frida Karlsson                                                             |
| 03/01/2023                                                                        | Oberstdorf                  | 10 km klassieke stijl                 | Frida Karlsson                                                                      | Krista Pärmäkoski                                          | Anne Kjersti Kalvå                                                         |
| 04/01/2023                                                                        | Oberstdorf                  | 20 km vrije stijl (handicapstart)     | Frida Karlsson                                                                      | Krista Pärmäkoski                                          | Tiril Udnes Weng                                                           |
| 06/01/2023                                                                        | Val di Fiemme               | Sprint (klassieke stijl)              | Lotta Udnes Weng                                                                    | Tiril Udnes Weng                                           | Mathilde Myhrvold                                                          |
| 07/01/2023                                                                        | Val di Fiemme               | 15 km klassieke stijl (massastart)    | Katharina Hennig                                                                    | Frida Karlsson                                             | Kerttu Niskanen                                                            |
| 08/01/2023                                                                        | Val di Fiemme               | 10 km vrije stijl (massastart)        | Delphine Claudel                                                                    | Heidi Weng                                                 | Sophia Laukli                                                              |
| Eindklassement Tour de Ski:                                                       | Eindklassement Tour de Ski: | Eindklassement Tour de Ski:           | Frida Karlsson                                                                      | Kerttu Niskanen                                            | Tiril Udnes Weng                                                           |
| 22/01/2023                                                                        | Livigno                     | Sprint (vrije stijl)                  | Jonna Sundling                                                                      | Maja Dahlqvist                                             | Emma Ribom                                                                 |
| 23/01/2023                                                                        | Livigno                     | Teamsprint (vrije stijl)              | Zweden II Linn Svahn Maja Dahlqvist                                                 | Zweden I Emma Ribom Jonna Sundling                         | Verenigde Staten I Rosie Brennan Julia Kern                                |
| 27/01/2023                                                                        | Les Rousses                 | 10 km vrije stijl                     | Ebba Andersson                                                                      | Delphine Claudel                                           | Jessica Diggins                                                            |
| 28/01/2023                                                                        | Les Rousses                 | Sprint (klassieke stijl)              | Kristine Stavås Skistad                                                             | Emma Ribom                                                 | Maja Dahlqvist                                                             |
| 29/01/2023                                                                        | Les Rousses                 | 20 km klassieke stijl (massastart)    | Ebba Andersson                                                                      | Kerttu Niskanen                                            | Astrid Øyre Slind                                                          |
| 03/02/2023                                                                        | Toblach                     | Sprint (vrije stijl)                  | Jonna Sundling                                                                      | Maja Dahlqvist                                             | Jessica Diggins                                                            |
| 04/02/2023                                                                        | Toblach                     | 10 km vrije stijl                     | Ebba Andersson                                                                      | Jessica Diggins                                            | Ingvild Flugstad Østberg                                                   |
| 05/02/2023                                                                        | Toblach                     | 4×7,5 km estafette                    | Noorwegen I Heidi Weng Anne Kjersti Kalvå Ingvild Flugstad Østberg Silje Theodorsen | Zweden I Emma Ribom Ebba Andersson Moa Ilar Jonna Sundling | Verenigde Staten I Hailey Swirbul Rosie Brennan Jessica Diggins Julia Kern |
| 22 februari tot en met 5 maart: Wereldkampioenschappen langlaufen 2023 in Planica |                             |                                       |                                                                                     |                                                            |                                                                            |
| 11/03/2023                                                                        | Oslo                        | 50 km vrije stijl (massastart)        | Ragnhild Haga                                                                       | Astrid Øyre Slind                                          | Jessica Diggins                                                            |
| 14/03/2023                                                                        | Drammen                     | Sprint (klassieke stijl)              | Kristine Stavås Skistad                                                             | Jonna Sundling                                             | Tiril Udnes Weng                                                           |
| 17/03/2023                                                                        | Falun                       | 10 km klassieke stijl                 | Kerttu Niskanen                                                                     | Katharina Hennig                                           | Anne Kjersti Kalvå                                                         |
| 18/03/2023                                                                        | Falun                       | Sprint (vrije stijl)                  | Kristine Stavås Skistad                                                             | Jonna Sundling                                             | Maja Dahlqvist                                                             |
| 21/03/2023                                                                        | Tallinn                     | Sprint (vrije stijl)                  | Kristine Stavås Skistad                                                             | Jonna Sundling                                             | Nadine Fähndrich                                                           |
| 24/03/2023                                                                        | Lahti                       | Teamsprint (vrije stijl)              | Zweden I Emma Ribom Jonna Sundling                                                  | Noorwegen I Julie Myhre Anne Kjersti Kalvå                 | Duitsland I Laura Gimmler Coletta Rydzek                                   |
| 25/03/2023                                                                        | Lahti                       | Sprint (klassieke stijl)              | Kristine Stavås Skistad                                                             | Jonna Sundling                                             | Tiril Udnes Weng                                                           |
| 26/03/2023                                                                        | Lahti                       | 20 km klassieke stijl (massastart)    | Anne Kjersti Kalvå                                                                  | Jonna Sundling                                             | Katharina Hennig                                                           |

### Eindstanden
| Algemene wereldbeker | Algemene wereldbeker | Algemene wereldbeker | Algemene wereldbeker |
| #                    | Naam                 | Land                 | Punten               |
| -------------------- | -------------------- | -------------------- | -------------------- |
| 1                    | Tiril Udnes Weng     | NOR                  | 2029                 |
| 2                    | Jessica Diggins      | USA                  | 1867                 |
| 3                    | Kerttu Niskanen      | FIN                  | 1840                 |
| 4                    | Rosie Brennan        | USA                  | 1546                 |
| 5                    | Nadine Fähndrich     | SUI                  | 1414                 |
| 6                    | Frida Karlsson       | SWE                  | 1365                 |
| 7                    | Katharina Hennig     | GER                  | 1326                 |
| 8                    | Maja Dahlqvist       | SWE                  | 1236                 |
| 9                    | Lotta Udnes Weng     | NOR                  | 1176                 |
| 10                   | Heidi Weng           | NOR                  | 1139                 |

| Afstandswereldbeker | Afstandswereldbeker | Afstandswereldbeker | Afstandswereldbeker |
| #                   | Naam                | Land                | Punten              |
| ------------------- | ------------------- | ------------------- | ------------------- |
| 1                   | Kerttu Niskanen     | FIN                 | 1180                |
| 2                   | Jessica Diggins     | USA                 | 1086                |
| 3                   | Tiril Udnes Weng    | NOR                 | 946                 |
| 4                   | Heidi Weng          | NOR                 | 898                 |
| 5                   | Anne Kjersti Kalvå  | NOR                 | 868                 |
| 6                   | Rosie Brennan       | USA                 | 860                 |
| 7                   | Katharina Hennig    | GER                 | 857                 |
| 8                   | Frida Karlsson      | SWE                 | 835                 |
| 9                   | Ebba Andersson      | SWE                 | 833                 |
| 10                  | Teresa Stadlober    | AUT                 | 776                 |

| Sprintwereldbeker | Sprintwereldbeker       | Sprintwereldbeker | Sprintwereldbeker |
| #                 | Naam                    | Land              | Punten            |
| ----------------- | ----------------------- | ----------------- | ----------------- |
| 1                 | Maja Dahlqvist          | SWE               | 943               |
| 2                 | Nadine Fähndrich        | SUI               | 937               |
| 3                 | Tiril Udnes Weng        | NOR               | 813               |
| 4                 | Johanna Hagström        | SWE               | 794               |
| 5                 | Jonna Sundling          | SWE               | 747               |
| 6                 | Kristine Stavås Skistad | NOR               | 743               |
| 7                 | Julia Kern              | USA               | 719               |
| 8                 | Laura Gimmler           | GER               | 717               |
| 9                 | Lotta Udnes Weng        | NOR               | 632               |
| 10                | Ane Appelkvist Stenseth | NOR               | 620               |

## Gemengd

### Kalender
| Datum                                                                             | Plaats      | Onderdeel                 | Eerste                                                                                | Tweede                                                                                 | Derde                                                                    |
| --------------------------------------------------------------------------------- | ----------- | ------------------------- | ------------------------------------------------------------------------------------- | -------------------------------------------------------------------------------------- | ------------------------------------------------------------------------ |
| 11/12/2022                                                                        | Beitostølen | 4×5 km gemengde estafette | Noorwegen II Lotta Udnes Weng Mikael Gunnulfsen Silje Theodorsen Simen Hegstad Krüger | Noorwegen I Anne Kjersti Kalvå Martin Løwstrøm Nyenget Heidi Weng Emil Iversen         | Zweden I Maja Dahlqvist William Poromaa Frida Karlsson Calle Halfvarsson |
| 22 februari tot en met 5 maart: Wereldkampioenschappen langlaufen 2023 in Planica |             |                           |                                                                                       |                                                                                        |                                                                          |
| 19/03/2023                                                                        | Falun       | 4×5 km gemengde estafette | Zweden I Calle Halfvarsson Moa Ilar Edvin Anger Jonna Sundling                        | Noorwegen I Martin Løwstrøm Nyenget Heidi Weng Simen Hegstad Krüger Anne Kjersti Kalvå | Duitsland I Albert Kuchler Katharina Hennig Anian Sossau Victoria Carl   |